# 曾紀恩
曾紀恩（1922年10月23日—2012年2月12日），臺灣知名棒球運動員與教練，屏東內埔客家人，曾任空軍體育教官，人稱「鐵血教頭」、「棒壇老教頭」、「曾教官」，曾任兄弟象總教練，為2007年運動精英獎的終身成就獎得主，2014年入選台灣棒球名人堂，為首屆得主。

## 生平
曾紀恩生於臺灣日治時期大正十一年，早年就讀於屏東內埔農校，對武術很有興趣，擅長相撲、柔道、劍道。在校時，兩名日本內地同學惡作劇，破壞曾紀恩比賽用的竹劍，曾紀恩得知後，痛毆了兩人。父親為了避禍，安排他休學前往潮州外婆家，協助外婆的貨車行修理貨車，卻因駕車不慎，撞死了一名日本內地人。父親散盡家財理賠完畢之後，命曾紀恩報考日本海軍廣島航空學校。畢業後，曾紀恩成為臺籍日本兵，駐紮呂宋期間，曾獲得基地相撲比賽冠軍，遭到同袍嫉妒、欺凌，於是曾紀恩以柔道將他們制伏。
二次大戰後日本投降，曾紀恩以臺籍日本兵身分參加中華民國國軍，為空軍機械維修兵，又選為士官，升至士官長。1951年因表現優異，經過選拔，考取軍官考試，於空軍機械學校受訓後擔任少尉、不久升為中尉，以體育教官身分教導部隊弟兄棒球，為空軍棒球隊創隊教練，故人稱「曾教官」。以中尉體育官軍銜退伍後，在1984年受兄弟飯店董事長洪騰勝延攬，聘為兄弟飯店棒球隊總教練。「兄弟棒球隊」於1990年進入中華職棒後，也擔任首任總教練，對兄弟球隊居功厥偉。1991年11月14日在高雄市立立德棒球場正式宣佈引退。
2012年1月27日因在浴室滑倒，中風昏迷，隨即送到行政院衛生署屏東醫院；2月7日轉到普通病房，可自行呼吸，但仍昏迷。2012年2月12日16時許病情惡化，19點05分宣告腦死，享壽90歲；同月18日上午10時，在高雄市召會舉行安息聚會。
曾紀恩本為佛、道教信徒，持傳統信仰；年八十時改信基督教，故身後事採用基督教儀式舉行。

## 紀念
- 逝世當年，兄弟象在03月25日屏東象猿戰時，安排「永遠的教官－曾紀恩紀念儀式」，讓67號永久退休，也推出曾紀恩紀念球票。
- 由於曾紀恩生前多次帶領美和中學奪得世界冠軍，美和中學校長涂順振表示有意在未來有新教學大樓的時候，為曾紀恩籌設紀念館。

## 荣誉

### 中华民国勋章奖章
- 二等景星勋章（2005年9月13日于台北总统府颁授[1]）

### 奖项
- 1954年第4屆民聲盃棒球賽打擊獎第二名。
- 1969年第三屆球迷盃棒球錦標賽最佳教練獎。
- 1972年全國青少棒錦標賽教練獎。
- 1973年南部青少棒三強邀請賽指導獎。
- 1974年全國第六屆中上棒球錦標賽經理獎。
- 1975年台灣區第一屆萬年盃青棒、青少棒邀請賽經理獎。
- 1977年第十三屆中華盃棒球錦標賽（社會組）教練獎。
- 1980年中正盃青少棒錦標賽經理獎。
- 1982年全國自由盃青少棒賽經理獎。
- 1987年中正盃成棒賽優秀教練獎。
- 1987年國慶盃成棒賽教練獎。
- 1988年中正盃成棒賽教練獎。
- 1988年甲組成棒秋季聯賽教練獎。
- 2007年獲得行政院體育委員會頒發終身成就獎榮譽。
- 2014年入選台灣棒球名人堂

### 褒揚令
總統馬英九於2012年2月18日頒贈褒揚令，內容全文為：

「體壇耆宿曾紀恩，嶔崎朗暢，幹濟樸實。少歲負笈東瀛，秉果毅之志，懷通敏之才，卒業日本海軍航空學校。歷任空軍士官長、少尉軍官、中尉體育教官等職，迭奉派國外精習術藝，悉力空軍航機維修；承命組建虎風棒球團隊，直取國軍首屆運動會金牌，當艱彌奮，技壓群雄。退役後，接掌屏東美和中學棒球隊，迴籌轉策，銳意敷訓，先後榮獲世界三屆青少棒與五度青棒冠軍獎座，揚威異域，激勵人心；靡然向風，蔚為國球，誠迺臺灣棒球運動璀璨史頁先驅。嗣屢膺任各級層國家棒球隊暨業餘、職業球隊總教練，厚植嚴整，攘臂奏捷；鐵血教頭，體行聖心。復獲頒二等景星勳章暨行政院體育委員會運動精英獎終身成就獎殊譽，碩望宣猷，勛華共仰。綜其生平，獎掖提攜，夙標宗匠陶鈞之遐舉；斫輪老手，益著振興棒運之典範，榮光邦家，青史芳傳。遽聞嵩齡殂謝，悼惜殷深，應予明令褒揚，用示政府篤念英賢之至意」。

總　　　統　馬英九　　　　

行政院院長　陳冲　　　　

## 特殊事蹟
- 1972年美和中學青少棒隊的創始球隊教練。
- 1984年兄弟飯店棒球隊隊史唯一一任總教練。
- 1990年中華職棒兄弟象隊隊史首任總教練。
- 2000年出任20世紀台北棒球場回顧接力紀念賽中華職棒聯隊總教練，也是台北市立棒球場最後一位督軍的總教練。

## 外部連結
- 曾紀恩在台灣棒球維基館上的頁面（繁體中文）

| 體育角色           | 體育角色                            | 體育角色        |
| ------------------ | ----------------------------------- | --------------- |
| 中華職業棒球大聯盟 |                                     |                 |
| 首任               | 兄弟象總教練 1990年－1991年11月14日 | 繼任： 森下正夫 |